# Guido Gorges
Guido Gorges (* 8. Juni 1973 in Heiligenstadt, Thüringen) ist ein ehemaliger deutscher Fußballspieler und heutiger -trainer.

## Leben
Geboren ist Gorges am 8. Juni 1973 in Heiligenstadt im Eichsfeld in der damaligen DDR. Er begann seine Karriere 1979 als Sechsjähriger bei Traktor Geismar. Sein nächster Verein war Motor Heiligenstadt, ebenfalls im Eichsfeld. Parallel zu seiner Fußballer-Karriere begann Gorges seine Ausbildung zum Pflasterer im Zivildienst in Geismar. 1987 wechselte er von dort zum damaligen DDR-Oberligisten FC Rot-Weiß Erfurt. Bis 1992 spielte Guido Gorges in der Jugend von Erfurt.
Im Jahr 2007 machte Gorges eine Ausbildung zum Masseur, die er erfolgreich bestand. Als Grund für die Ausbildung nannte er, dass er „die Anatomie des Körpers genauer kennenlernen wollte“. Derzeit lebt er mit seiner Familie in Dresden.

## Karriere

### Spielerkarriere
Zur Saison 1992/93 schaffte der Abwehrspieler den Sprung in die erste Mannschaft von Rot-Weiß Erfurt. Er absolvierte in seiner ersten Saison 17 Spiele und verpasste mit dem 3. Platz nur denkbar knapp den Aufstieg in die Regionalliga, welcher aber in der folgenden Saison geschafft wurde als Zweitplatzierter. In dieser Saison schoss Gorges ein Tor in fünf Spielen. Nach einer weiteren Saison mit 15 Regionalliga-Spielen und zwei Toren verließ er den Klub Richtung SC Göttingen 05 in die Oberliga Niedersachsen. Er absolvierte 28 Spiele und erzielte drei Tore.
Zur Saison 1996/97 wechselte Gorges zum nordthüringischen Regionalligaklub Wacker Nordhausen. Diese Saison war seine torreichste in seiner ganzen Karriere; der 1,94 m große Innenverteidiger schoss sieben Tore in 30 Liga-Partien.
Dem TSV 1860 München fiel der „rustikale Abwehrrecke“ auf, und so verpflichtete ihn der Münchner Bundesligist aus der Regionalliga. In drei Jahren schoss Guido Gorges in 28 Spielen ein Tor. Parallel dazu schoss er in drei Spielzeiten drei Tore in 48 Spielen für die Amateurmannschaft des TSV. Im Juli 2000 wechselte Gorges in die 2. Bundesliga zur SpVgg Greuther Fürth. Hier absolvierte er neun Partien bis zur Winterpause der Saison 2000/01.
Dann wechselte Gorges im Januar 2001 auf Wunsch des damaligen Trainers Horst Ehrmantraut zum Zweitligisten Hannover 96. Bis zum Saisonende spielte der Verteidiger neunmal im Trikot der Roten. Doch ca. eine Woche vor Saisonbeginn zog sich Gorges einen Syndesmosebandriss zu, der ihn drei bis vier Monate ausfallen ließ. Nach Auskurierung der Verletzung wollte er unbedingt wechseln und hatte mehrere Angebote aus der 2. Bundesliga; der Präsident des Vereins, Martin Kind, wollte ihn zunächst „aber nicht gehen lassen“, lieh ihn aber im Januar 2002 zum Zweitligakonkurrenten 1. FC Schweinfurt 05 aus.
In Schweinfurt blieb er bis zum Ende der Saison 2001/02 und spielte 14-mal, ehe der Abwehrspieler zu Hannover 96, die inzwischen in der Bundesliga spielten, zurückkehrte. Jedoch brach sich Gorges den Mittelfuß in der Vorbereitung, weshalb er wieder mehrere Monate verletzt war und in der folgenden Bundesliga-Saison bis zum Ende der Hinrunde nach dem Aufbautraining kaum zum Zug kam und nur einmal spielte.
Anfang der Rückrunde 2002/03 verließ er die Hannoveraner und ging zum Rivalen Eintracht Braunschweig, die in der 2. Bundesliga spielten. Jedoch hielt es ihn auch hier nicht lange; nach 13 Spielen bis zum Saisonende 2002/03 verließ Gorges die Eintracht Richtung SV Wehen Wiesbaden.
Nach einer enttäuschenden ersten Saison 2003/04 mit nur fünf Spielen avancierte Guido Gorges in seiner zweiten Spielzeit bei den Wiesbadenern zum Stammspieler; er absolvierte 28 Partien und schoss zwei Tore. Doch den verlor er in seiner dritten Saison und spielte nur noch dreimal. Eine Saison spielte Gorges noch in der Sachsenliga beim FV Dresden 06, bevor er seine reine Spielerkarriere beendete.

### Trainerkarriere
Seine erste Trainerstation war von 2008 bis 2010 beim VfB Hellerau-Klotzsche. Dann wechselte der inzwischen 37-jährige „völlig überraschend“ im August 2010 zum Tabellenletzten der Bezirksliga Niederbayern Ost, SV Hohenau, wo er gleichzeitig als Spieler antrat. Der ehemalige Profi führte den abstiegsbedrohten Verein auf den Relegationsplatz, jedoch scheiterte man dort an der SpVgg Pleinting, woraufhin man in die Kreisliga abstieg. In zwei Spielzeiten spielte Gorges aufgrund Knieproblemen nur fünfmal. Außerdem erzielte er in zwölf Spielen für die zweite Mannschaft, dessen Trainer Gorges in der Saison 2010/11 auch war, 15 Tore.
Nachdem die Hohenauer dreimal in Folge verloren hatten, verließ er den Klub nach der 3:4-Niederlage gegen den TSV-DJK Oberdiendorf Anfang Mai 2012. Daraufhin ging er im Sommer 2012 zum DJK Karlsbach in die A-Klasse Waldkirchen, wo er als Spielertrainer fungierte. Aufgrund familiärer Probleme beendete er sein Engagement beim bis dahin Tabellenführenden.

## Erfolge
- Aufstieg in die Regionalliga Nordost: 1994